# Grewia rizalensis
Grewia rizalensis är en malvaväxtart som beskrevs av Elmer Drew Merrill. Grewia rizalensis ingår i släktet Grewia och familjen malvaväxter. Inga underarter finns listade i Catalogue of Life.